# Macrolyrcea sceva
Macrolyrcea sceva är en fjärilsart som beskrevs av William Schaus 1912. Macrolyrcea sceva ingår i släktet Macrolyrcea och familjen mätare. Inga underarter finns listade i Catalogue of Life.